# Nicocles bromleyi
Nicocles bromleyi är en tvåvingeart som beskrevs av Hardy 1943. Nicocles bromleyi ingår i släktet Nicocles och familjen rovflugor. Inga underarter finns listade i Catalogue of Life.